# Yamaska (rzeka)
Yamaska (fr. Rivière Yamaska) – rzeka we wschodniej Kanadzie, dopływ Rzeki Świętego Wawrzyńca.
Yamaska wypływa z jeziora Brome w górach Sutton w Montérégie, a uchodzi do jeziora przepływowego Saint-Pierre, przez które przechodzi Rzeka Świętego Wawrzyńca. Najważniejszym położonym nad nią miastem jest Saint-Hyacinthe, a głównym dopływem rzeka Noire.
Nazwa rzeki ma pochodzenie indiańskie i znaczy „tam, gdzie rosną sity”, co odnosi się do bagien przy Baie de Lavallière, u ujścia Yamaski.